# Union Sportive du Yatenga
O Union Sportive du Yatenga é um clube de futebol do Benin. Disputa o Campeonato nacional do país.